# Popis masonskih velikih loža u Europi
Slobodno zidarstvo je prisutno u gotovo svim Europskim državama. U svakoj europskoj državi je prisutna po jedna regularna velika loža priznata od Ujedinjene velike lože Engleske, dok je više od jedne velike lože kontinentalnog (liberalnog, adogmatskog) ustroja prisutno u nekim državama.

## Albanija
- Velika loža Albanije (alb. Lozha e Madhe e Shqipërisë), skraćeno LMSH,[1][2] je muška velika loža u Albaniji osnovana 2011. godine.
- Velika albanska loža "Ilirija" (Lozha e Madhe Shqiptare Iliria), skraćeno LMSHI,[3] je liberalna velika loža osnovana 2013. godine. Članstvo: CLIPSAS,  UMM i MUB.
- Velika nacionalna loža Albanije (Lozha e Madhe Kombëtare e Shqipërisë). Članstvo: SOGLIA.[4]
- Velika regularna loža Albanije (Lozha e Madhe dhe e Rregullt e Shqipërisë), skraćeno LMRSH.[5]
- Velika najuzvišenija loža Albanije (tali. Serenissima Gran Loggia di Albania)[6][7]
- Velika loža Francuske ima svoje lože u Albaniji.

## Andora
- Velika loža Andore (kata. Gran Lògia d'Andorra), skraćeno GLA,[8] je regularna velika loža u Andori.
- Veliki orijent Andore (Gran Orient d'Andorra), skraćeno GOA.[9]
- Velika regularna loža Andore (Gran Lògia Regular d'Andorra), skraćeno GLRA.

## Armenija
- Velika loža Armenije (arm. Գերագույն Օթյակ Հայոց)[10] je regularna velika loža u Armeniji.

## Austrija
U Austriji postoji više velikih loža.
- Velika loža Austrije (njem. Großloge von Österreich), skraćeno GLvÖ,[12] je regularna, najstarija i najbrojnija velika loža u Austriji.
- Veliki orijent Austrije (Großorient von Österreich), skraćeno GOÖ,[13] je mješovita velika loža. Članstvo: CLIPSAS, AME, AACEE.
- Austrijska federacija "Le Droit Humain" (Le Droit Humain – Föderation Österreich)[14] je ogranak međunaronog Le Droit Humain-a.
- Velika loža "Humanitas" Austrije (Großloge Humanitas Austria).[15] Članstvo: CLIPSAS, Catena.
- Opći slobodnozidarski red "Hermetica" (Universaler Freimaurerorden Hermetica).[16]
- Velika liberalna loža Austrije (Liberale Großloge von Österreich), skraćeno LGLÖ.[17] Članstvo: CLIPSAS i AACEE.
- Velika masonska loža Austrije (Große Freimaurerloge von Österreich).[18] Članstvo: CGLEM.
- Velika loža Austrije Drevnog i prihvaćenog škotskog obreda (Großloge des Alten und Angenommenen Schottischen Ritus von Österreich).[19] Članstvo: ICUGL.
- Velika suverena loža Austrije (Souveräne Großloge von Österreich).[20] Članstvo: SOGLIA.
- Velika regularna loža Austrije (Reguläre Großloge von Österreich).[21] Članstvo: SOGLIA.
- Velika loža slobodnih zidara Austrije (Großloge der Freimaurer von Österreich), osnovana 2025. godine. Članstvo: ICUGL.

## Azerbajdžan
- Nacionalna velika loža Azerbajdžana (azer. Azərbaycan Milli Böyük Lojası)[22] je regularna velika loža u Azerbajdžanu.

## Belgija
- Regularna velika loža Belgije (fran. Grande Loge Régulière de Belgique; nizo. Reguliere Grootloge van België), skraćeno GLRB,[23] je regularna velika loža u Belgiji.
- Veliki orijent Belgije (fran. Grand Orient de Belgique; nizo. Grootoosten van België), skraćeno GOB,[24] je mješovita velika loža. Članstvo: CLIPSAS, AME, AACEE*.
- Velika loža Belgije (fran. Grande Loge de Belgique; nizo. Grootloge van België), skraćeno GLB.[25] Članstvo: AME.
- Konfederacija loža "Lithos" (fran. Lithos – Confédération de loges; nizo. Lithos – Confederatie van loges).[26] Članstvo: CLIPSAS i AME.
- Belgijska federacija "Le Droit Humain" (fran. Fédération belge du Droit Humain)[27] je ogranak je međunaronog Le Droit Humain-a. Članstvo: AME.
- Velika ženska loža Belgije (fran. Grande Loge Féminine de Belgique; nizo. Vrouwengrootloge van België). Članstvo: CLIMAF i AME.
- Velika belgijska loža obreda (fran. Grande Loge Belge du Rite)[28]
- Velika loža Francuske i Velika loža Škotske imaju svoje lože u Belgiji.

## Bjelorusija
- Velika loža Bjelorusije (bjel. Вялікая ложа Беларусі)[29] je muška velika loža u Bjelorusiji.
- Kotar "Bjelorusija" Velike lože Rusije (rusk. Дистрикт "Беларусь" Великой Ложи России)[30] je kotarska velika loža u strukturi Velike lože Rusije.

## Bosna i Hercegovina
- Velika loža Bosne i Hercegovine, regularna i najstarija velika loža u Bosni i Hercegovini.

## Bugarska
- Ujedinjena velika loža Bugarske (bug. Обединена велика ложа на България)[31] je regularna velika loža u Bugarskoj, osnovana 1992. godine.
- Velika loža starih i prihvaćenih slobodnih zidara u Bugarskoj (Великата ложа на старите свободни и приети зидари в България) je osnovana 2001. godine.[32]
- Velika loža Bugarske (Великата ложа на България) je osnovana 2010. godine.[33][34] Članstvo: ICUGL.
- Velika univerzalna loža Bugarske (Велика универсална ложа на България). Članstvo: CLIPSAS, MUB.
- Bugarska federacija "Le Droit Humain" (Българска федерация "Le Droit Humain") je ogranak međunaronog Le Droit Humain-a.[35]
- Velika ženska loža Bugarske (Велика женска ложа на България).[36] Članstvo: CLIMAF.
- Velika loža slobodnog zidarstva za muškarce i žene Bugarske  (Великата ложа на свободните зидари за мъже и жени на България).[37]
- Velika nacionalna loža Bugarske (Национална велика ложа на България). Članstvo: CGLEM.
- Veliki orijent Bugarske (Великият Изток на България)[38]
- Velike nacionalne ujedinjene lože Bugarske (Национални обединени велики ложи на България).[39]

## Cipar
- Velika loža Cipra (grč. Μεγάλη Στοά της Κύπρου)[40] je regularna velika loža u Cipru.
- Kotarska velika loža Cipra (engl. District Grand Lodge of Cyprus)[41] je kotarska velika loža u strukturi Ujedinjene velike lože Engleske (UGLE).
- Pokrajinska velika loža Ciparske regije (Επαρχιακή Μεγάλη Στοά της Περιφέρειας Κύπρου) je pokrajinska velika loža u strukturi Nacionalne velike lože Grčke.

## Crna Gora
- Velika loža Crne Gore, regularna i najstarija velika loža u Crnoj Gori, osnovana 2006. godine.
- Velika regularna loža Crne Gore. Članstvo: MUB.
- Velika nacionalna loža Crne Gore. Članstvo: SOGLIA

## Češka Republika
- Velika loža Češke (češk. Veliká lóže České Republiky), skraćeno VLČR,[42] je regularna velika loža u Češkoj.
- Velika loža čeških zemalja (Veliká Lóže Zemí Českých), skraćeno VLZČ.[43] Članstvo: ICUGL.
- Velika loža "Humanitas" Bohemije (Velkolóže Humanitas Bohemia).[44] Članstvo: Catena.
- Češko-slovačka pionirska federacija "Le Droit Humain" je ogranak međunaronog Le Droit Humain-a koji pored Češke djeluje i u Slovačkoj.

## Danska
- Danski red slobodnih zidara (dan. Den Danske Frimurerorden), skraćeno DDFO,[45] je regularna velika loža u Danskoj, osnovana 1858. godine.
- Velika loža Danske (Storlogen af Danmark)[46] je velika loža osnovana 1929. godine. Članstvo: CLIPSAS.
- Skandinavska federacija "Le Droit Humain" (dan. Skandinavisk Federation Le Droit Humain) je ogranak međunaronog Le Droit Humain-a koji pored Danske djeluje i u Norveškoj i Švedskoj.[47]

## Estonija
- Velika loža Estonije (esto. Eesti Suurloož)[48] je regularna velika loža u Estoniji.
- Veliki orijent Estonije (Eesti Suurorient)[49]

## Finska
- Velika loža Finske (fins. Suomen Suurloosi)[50] je regularna velika loža u Finskoj.
- Finska federacija "Le Droit Humain" (Suomen Liitto Le Droit Humain)[51] je ogranak je međunaronog Le Droit Humain-a.
- Švedski ženski masonski red (šved. Svenkska Kvinno-Frimurarorden)[52]
- Švedski red slobodnih zidara ima svoje lože u Finskoj.

## Francuska
- Veliki orijent Francuske (fran. Grand Orient de France), skraćeno GOdF,[53] osnovan je 1773. godine i najstarija je velika loža u kontinentalnoj Europi. Smatra se matičnom velikom ložom kontinentalnog slobodnog zidarstva. Članstvo: CLIPSAS (bivši), AME (bivši), AACEE*, UMM i MUB*.
- Nacionalna velika loža Francuske (Grande Loge Nationale Française), skraćeno GLNF,[54] je regularna velika loža u Francuskoj, osnovana 1913. godine. Članstvo: CMI.
- Francuska federacija "Le Droit Humain" (Fédération Française du Droit Humain) je ogranak međunaronog Le Droit Humain-a. Članstvo: AME i UMM.
- Velika loža Francuske (Grande Loge de France), skraćeno GLdF,[55] osnovana je 1894. godine. Članstvo: ICUGL, AME.
- Veliki priorat Galije (Grand Prieuré des Gaules), skraćeno GPdG,[56] osnovan je 1946. godine.
- Velika ženska loža Francuske (Grande Loge Féminine de France), skraćeno GLFF,[57] osnovana je 1952. godine. Članstvo: CLIPSAS, CLIMAF, AME, UMM i MUB.
- Velika tradicionalna i simbolička loža "Opera" (Grande Loge Traditionnelle et Symbolique Opéra), skraćeno GLTSO,[58] osnovana je 1958. godine. Članstvo: ICUGL.
- Velika francuska loža za Memfis-Mizraim (Grande Loge française de Memphis-Misraïm), skraćeno GLFMM,[59] osnovana je 1960. godine. Članstvo: CLIPSAS.
- Velika ženska loža za Memfis-Mizraim (Grande Loge Féminine de Memphis-Misraïm), skraćeno GLFMM,[60] osnovana je 1965. godine. Članstvo: CLIPSAS.
- Francuska nacionalna loža (Loge Nationale Française), skraćeno LNF,[61] osnovana je 1968. godine.
- Velika opća mješovita loža (Grande Loge Mixte Universelle), skraćeno GLMU,[62] osnovana je 1973. godine. Članstvo: CLIPSAS, AME i UMM.
- Velika neovisna i suverena loža ujedinjenih obreda (Grande Loge indépendante et souveraine des Rites unis), skraćeno GLISRU,[63] osnovana je 1973. godine. Članstvo: CLIPSAS.
- Inicijativni i tradicionalni red kraljevske umjetnosti (Ordre Initiatique et Traditionnel de l'Art Royal), skraćeno OITAR,[64] osnovan je 1974. godine. Članstvo: CLIPSAS.
- Velika mješovita loža Francuske (Grande Loge Mixte de France), skraćeno GLMF,[65] osnovana je 1982. godine. Članstvo: CLIPSAS i AME.
- Velika simbolička loža Primitivnog škotskog obreda (Grande Loge symbolique travaillant au Rite Écossais Primitif), skraćeno GLSREP,[66] osnovana je 1991. godine. Članstvo: CLIPSAS i AME.
- Velika suverena mješovita loža (Grande Loge Mixte Souveraine), skraćeno GLMS,[67] osnovana je 1992. godine. Članstvo: CLIPSAS.
- Velika ujedinjena loža Francuske (Grande Loge unie de France), skraćeno GLUF,[68] osnovana je 1994. godine.
- Velika reformirana i ispravljena škotska loža Occitanije (Grande loge écossaise réformée et rectifiée d'Occitanie), skraćeno GLERRO,[69] osnovana je 1995. godine.
- Velika simbolička loža Francuske (Grande Loge symbolique de France), skraćeno GLSF,[70] osnovana je 1998. godine.
- Velika francuska loža za Mizraim (Grande Loge Française de Misraïm), skraćeno GLFM,[71] osnovana je 1998. godine. Članstvo: CLIPSAS.
- Velika mješovita loža za Memfis-Mizraim (Grande Loge mixte de Memphis-Misraïm), skraćeno GLMMM,[72] osnovana je 2000. godine. Članstvo: CLIPSAS i AME.
- Velika tradicionalna i moderna loža Francuske (Grande Loge traditionnelle et moderne de France), skraćeno GLTMF,[73] osnovana je 2003. godine. Članstvo: CGLEM.
- Velika loža kulture i duhovnosti (Grande Loge des Cultures et de la Spiritualité), skraćeno GLCS,[74] osnovana je 2003. godine. Članstvo: CLIPSAS.
- Velika nacionalna mješovita loža (Grande Loge Mixte Nationale), skraćeno GLMN,[75] osnovana je 2010. godine. Članstvo: CLIPSAS i AME.
- Federacija Memfisa-Mizraima (Féderation de Memphis Misraim), skraćeno FedMM.[76] Članstvo: CLIPSAS i AME.
- Velika loža francuskog masonskog saveza (Grande Loge de l'Alliance Maçonnique Française), skraćeno GLAMF,[77] osnovana je 2012. godine.
- Velika tradicionalna loža Francuske (Grande Loge traditionnelle de France), skraćeno GLTF,[78] osnovana je 2012. godine.
- Velika europska loža Univerzalnog bratstva (Grand Loge Européenne de la Fraternité Universelle), skraćeno GLEFU,[79] osnovana je 2013. godine. Članstvo: Catena.
- Francuska nacionalna mješovita loža (Loge Nationale Mixte Française), skraćeno LNMF,[80] osnovana je 2015. godine.
- Masonska skupina mješovitih i samostalnih loža (Groupement Maconnique de Loges Mixtes et Independantes), skraćeno GMLMI.[81] Članstvo: Catena.
- Velika suverena loža Francuske (Grande Loge Souveraine de France), skraćeno GLSF.[82]
- Velika francusko-malteška loža (Grande Loge Franco-Maltaise) [83][84]
- Velika škotska loža Francuske (Grande Loge Ecossaise de France), skraćeno GLEF.[85] Članstvo: SOGLIA.
- Velika loža slobodnih zidara (Grande Loge Des Maçons Libres), skraćeno GLML.[86] Članstvo: SOGLIA.
- Velika loža Europe i Mediterana (Grande Loge de l'Europe et de la Méditerranée), skraćeno GLEM.[87]

## Gibraltar
- Pokrajinske velike lože u Gibraltaru u strukturi matičnih velikih loža: 
  - Kotarska velika loža Gibraltara (engl. District Grand Lodge of Gibraltar)[88] je kotarska velika loža u Gibraltaru u strukturi Ujedinjene velike lože Engleske (UGLE).
  - Kotarska velika loža zapadnog Sredozemlja (District Grand Lodge of The Western Mediterranean) je kotarska velika loža u Gibraltaru i Malti u strukturi Velike lože Škotske (GLS).
  - Veliki inspektorat Gibraltara (Grand Inspectorate for Gibraltar) je veliki inspektorat u Gibraltaru u strukturi Velike lože Irske (GLI).

## Grčka
- Velika loža Grčke (grč. Μεγάλη Στοά της Ελλάδος)[89] je regularna velika loža u Grčkoj.
- Nacionalna velika loža Grčke (Εθνική Μεγάλη Στοά της Ελλάδος)[90] je muška velika loža osnovana 1986. godine.
- Međunarodni masonski red "Delphi" (Διεθνές Τεκτονικόν Τάγμα "ΔΕΛΦΟΙ")[91][92][93] je mješovita velika loža osnovana 1986. godine. Članstvo: CLIPSAS, AME, AACEE, UMM i MUB.
- Veliki najuzvišeniji orijent Grčke (Γαληνοτατη Μεγαλη Ανατολη της Ελλαδος)[94][95] je mješovita velika loža osnovana 1986. godine. Članstvo: CLIPSAS, AME i UMM.
- Veliki mješoviti orijent Grčke (Μεγάλη Μικτή Ανατολή της Ελλάδος) je mješovita velika loža osnovana 1996. godine. Članstvo: CLIPSAS.
- Velika ženska loža Grčke (Μεγάλη Γυναικεία Στοά της Ελλάδος), skraćeno GLFG.[96][97] Članstvo: UMM i MUB
- Grčka federacija "Le Droit Humain" (Eλληνικης Oμοσπονδιας "Le Droit Humain")[98] je ogranak međunaronog Le Droit Humain-a osnovan 1926. godine.
- Velika loža Grčke Drevnog i prihvaćenog škotskog obreda (Μεγάλη  Στοά της Ελλάδος του Αρχαιου και Αποδεδεγμενου Σκωτικου Τυπου).[99] Članstvo: ICUGL.
- Velika ujedinjena loža Grčke Drevnog i prihvaćenog škotskog obreda (Ηνωμενη Μεγάλη Στοά της Ελλάδος του Αρχαιου και Αποδεδεγμενου Σκωτικου Τυπου).[100] Članstvo: ICUGL.
- Velika loža slobodnog zidarstva za muškarce i žene Grčke (Μεγάλη Στοά Ελευθεροτεκτόνων Ανδρών και Γυναικών της Ελλάδος).[101][102] Članstvo: Catena.
- Velika regularna loža slobodnih zidara Grčke (Κανονικη Μεγάλη Στοά των Ελευθεροτέκτονων τησ Ελλάδας).[103] Članstvo: CGLEM.
- Velika loža grčkih žena (Μεγαλη Στοα Τησ Ελλαδοσ Γυναικων).[104]
- Velika čista ženska loža Grčke (Μεγάλης Αμιγής Γυναικείας Στοά της Ελλάδος).[105]
- Velika mješovita loža Grčke (Μεγαλησ Μικτησ Στοασ Τησ Ελλαδοσ).[106]
- Velika mješovita loža slobodnih zidara Grčke (Μεγαλη Μικτη Στοα Ελευθεροτεκτονων Ελλαδοσ).[107]
- Velika ženska masonska loža Grčke (Μεγαλη Γυναικεια Τεκτονικη Στοα Τησ Ελλαδοσ)[108]

## Gruzija
- Ujedinjena velika loža Gruzije (gruz. საქართველოს ერთიანი დიდი ლოჟა), skraćeno UGLG,[109] je muška velika loža u Gruziji.
- Velika loža Gruzije (საქართველოს დიადი ლოჟა)[110] je tradicionalna velika loža. Članstvo: ICUGL.

## Hrvatska
- Velika loža Hrvatske, regularna i najstarija velika loža u Hrvatskoj osnovana 1997. godine.
- Velika nacionalna loža Hrvatske, mješovita velika loža osnovana 2014. godine u Rijeci. Članstvo: CLIPSAS, AME, AACEE, UMM i MUB.
- Velika regularna loža Hrvatske je tradicionalna velika loža. Članstvo: ICUGL.
- Velika simbolička loža Hrvatske
- Le Droit Humain Hrvatska, ogranak međunaronog Le Droit Humain-a.

## Island
- Velika loža Islanda – Islandski red slobodnih zidara (isla. Frímúrarareglan á Íslandi)[111] je regularna velika loža u Islandu.
- Islandska federacija "Le Droit Humain" (Alþjóða Samfrímúrarareglan Le Droit Humain) je ogranak međunaronog Le Droit Humain-a osnovan 1921. godine.[112]

## Italija
- Veliki orijent Italije (tali. Grande Oriente d'Italia), skraćeno GOI,[113] je najstarija te regularna velika loža u Italiji, osnovana 1805. godine. Članstvo: CMI.
- Regularna velika loža Italije (Gran Loggia Regolare d'Italia), skraćeno GLRI,[114] je regularna velika loža.
- Velika loža Italije (Gran Loggia d'Italia), skraćeno GLdI,[115] je liberalna velika loža. Članstvo: CLIPSAS, AME i UMM.
- Velika najuzvišenija loža Italije (Serenissima Gran Loggia d'Italia).[116] Članstvo: SOGLIA i ICUGL.
- Velika majčinska loža CAMEA (Gran Loggia Madre C.A.M.E.A.).[117] CAMEA je skraćeno od Centro Attivitá Massoniche Esoteriche Accettate (Prihvaćeni centar za ezoterične masonske aktivnosti). Članstvo: CLIPSAS.
- Velika ženska masonska loža Italije (Gran Loggia Massonica Femminile d'Italia), skraćeno GLMFI.[118] Članstvo: CLIMAF, CLIPSAS, AME i UMM.
- Velika nacionalna loža slobodnih zidara Italije 1805. (Gran Loggia Nazionale dei Liberi Muratori d'Italia 1805), skraćeno GLNLMI.[119] Članstvo: CGLEM.
- Talijanski tradicionalni masonski red (Ordine Massonico Tradizionale Italiano), skraćeno OMTI.[120] Članstvo: CLIPSAS i Catena.
- Velika loža Italije Škotskog obreda (Gran Loggia d'Italia Di Rito Scozzese), skraćeno GLDIRS.[121] Članstvo: CLIPSAS.
- Velika liberalna loža Italije (Gran Loggia Liberale d'Italia), skraćeno GLLI.[122] Članstvo: CLIPSAS.
- Suvereni masonski red Italije (Sovrano Ordine Massonico d'Italia), skraćeno SOMI.[123] Članstvo: CLIPSAS.
- Velika talijanska opća masonska loža (Gran Loggia Massonica Generale Italiana), skraćeno GLMGI. Članstvo: ICUGL.
- Talijanska federacija "Le Droit Humain" (Federazione italiana Le Droit Humain) je ogranak međunaronog Le Droit Humain-a.[124]
- Velika tradicionalna loža Italije (Gran Loggia Tradizionale d'Italia).[125] Članstvo: GAM Tracia.
- Velika regularna loža Emulacijskog obreda drevnih slobodnih zidara Italije (Gran Loggia Regolare di Rito Emulation degli Antichi Massoni d'Italia). Članstvo: SOGLIA (bivši).
- Velika talijanska loža – Red drevnog obreda (Gran Loggia Italiana – Ordine di Antica Osservanza).[126]
- Velika loža Italije UMSOI (Gran Loggia d'Italia U.M.S.O.I.).[127]
- Velika loža Phoenix (Gran Loggia Phoenix).[128]
- Velika talijanska loža egipatskih obreda (Gran Loggia Italiana dei Riti Egizi).
- Velika egipatska loža Italije (Gran Loggia Egizia D'Italia).[129][130]
- Velika najuzvišenija talijanska nacionalna loža – Veliki orijent Napulja (Serenissima Gran loggia Nazionale Italiana – Grande Oriente di Napoli).[131]
- Velika inicijacijska loža (Gran Loggia Iniziatica), skraćeno GLI.[132] Do 2024. godine poznata kao Velika najuzvišenija talijanska nacionalna loža – Veliki orijent Rima (Serenissima Gran Loggia Nazionale Italiana – Grande Oriente di Roma).
- Veliki demokratski orijent (Grande Oriente Democratico), skraćeno GOD.[133]
- Veliki talijanski orijent (Grande Oriente Italiano)[134]
- Veliki orijent triju mora Italije (Grande Oriente dei Tre Mari d'Italia).[135]
- Velika loža Italije za Memfis-Mizraim (Gran Loggia Italiana di Memphis-Misraim), skraćeno GLIMM.[136]

## Irska
- Velika loža Irske (engl. Grand Lodge of Ireland)[137] je regularna velika loža u Irskoj te Sjevernoj Irskoj.
- Veliki orijent Irske (Grand Orient of Ireland)[138]

## Kosovo
- Velika loža Kosova (alba. Lozha e Madhe e Kosovës) je prva velika loža u Kosovu.[139]

## Latvija
- Velika loža Latvije (leto. Latvijas Lielloža)[140] je regularna velika loža.
- Velika ujedinjena loža Latvije (Latvijas Apvienotā Lielā loža). Članstvo: ICUGL.
- Velika simbolička loža Baltičkih zemalja za Memfis-Mizraim (Memphis-Misraim Baltijas Valstu Simboliskā Lielloža)[141]

## Lihtenštajn
- Velika loža Kneževine Lihtenštajn (njem. Großloge des Fürstentum Liechtenstein)[142][143] je velika loža u Lihtenštajnu.

## Litva
- Velika loža Litve (litv. Lietuvos Didžioji Ložė)[144] je regularna velika loža u Litvi.
- Velika loža Francuske ima svoje lože u Litvi.

## Luksemburg
- Velika loža Luksemburga (fran. Grande Loge de Luxembourg), skraćeno GLL,[145] je regularna velika loža u Luksemburgu.
- Veliki orijent Luksemburga (luks. Grootoosten van Luxemburg; fran. Grand Orient de Luxembourg) skraćeno GOL,[146] je mješovita velika loža. Članstvo: CLIPSAS i AME.
- Luksemburška pionirska federacija "Le Droit Humain" (Fédération pionnière luxembourgeoise du Droit Humain) je ogranak međunaronog Le Droit Humain-a.[147]
- Velika loža Francuske ima svoje lože u Luksemburgu.

## Mađarska
- Simbolička velika loža Mađarske (mađa. Magyarországi Symbolikus Nagypáholy)[148] je regularna velika loža u Mađarskoj.
- Veliki orijent Mađarske (Magyarországi Nagyoriens).[149] Članstvo: AACEE.
- Velika loža Mađarske Drevnog i prihvaćenog škotskog obreda.[150] Članstvo: ICUGL.
- Mađarska pionirska loža "Le Droit Humain" (Magyar úttörőpáholy – Le Droit Humain) je ogranak međunaronog Le Droit Humain-a.[151]
- Velika loža Mađarske (Magyarországi Nagypáholy). Članstvo: Unija Libertas

## Malta
- Suverena velika loža Malte (engl. Sovereign Grand Lodge of Malta), skraćeno SGLOM,[152] je regularna velika loža u Malti, osnovana 2004. godine.
- Kotarska velika loža zapadnog Sredozemlja (District Grand Lodge of The Western Mediterranean) je kotarska velika loža u Gibraltaru i Malti u strukturi Velike lože Škotske (GLS).
- Malteška skupina loža (Malta Group of Lodges)[153] je skupina loža u strukturi Ujedinjene velike lože Engleske (UGLE).
- Velika loža Malte (Grand Lodge of Malta) je osnovana 2009. godine.

## Moldavija
- Velika loža Moldavije (rum. Marei Loje a Moldovei), skraćeno MLM,[154] je regularna velika loža u Moldaviji.
- Velika nacionalna loža Republike Moldavije (Marea Loja Nationala a Republicii Moldova), skraćeno MLNRM,[155] osnovana je 2008. godine. Članstvo: ICUGL.

## Monako
- Regularna nacionalna velika loža Kneževine Monako (fran. Grande Loge Nationale Régulière de la Principauté de Monaco), skraćeno GLNRPM, je regularna velika loža u Monaku, osnovana 2009. godine.[156]
- Velika ženska loža Monaka (Grande Loge feminine monegasque), skraćeno GLFM, je ženska velika loža.[157]

## Nizozemska
- Slobodnozidarski red pod Velikim orijentom Nizozemske (nizo. Orde van Vrijmetselaren onder het Grootoosten der Nederlanden)[158] je regularna velika loža u Nizozemskoj.
- Velika mješovita loža Nizozemske (Nederlandse Grootloge der Gemengde Vrijmetselarij), skraćeno NGGV,[159] je mješovita velika loža. Članstvo: CLIPSAS (bivši) i AME.
- Nizozemska federacija "Le Droit Humain" (Le Droit Humain – Nederlandse Federatie) je ogranak međunaronog Le Droit Humain-a.[160]
- Nizozemska udruga slobodnih zidara (Nederlands Verbond van Vrijmetselaren)

## Norveška
- Norveški red slobodnih zidara (norv. Den Norske Frimurerorden), skraćeno DNFo,[161] je regularna velika loža u Norveškoj.
- Skandinavska federacija "Le Droit Humain" (Skandinavisk føderasjon Le Droit Humain) je ogranak međunaronog Le Droit Humain-a koji pored Norveške djeluje i u Danskoj i Švedskoj.[162]

## Njemačka
U Njemačkoj djeluje nekoliko velikih loža.
- Ujedinjene velike lože Njemačke (njem. Vereinigte Grosslogen von Deutschland), skraćeno VGLvD,[164] je regularna velika loža i savez pet samostalnih velikih loža u Njemačkoj:
  - Velika loža drevnih i prihvaćenih slobodnih zidara Njemačke
  - Velika državna loža slobodnih zidara Njemačke – Red slobodnih zidara
  - Velika nacionalna matična loža "Tri globusa"
  - Velika loža britanske masonerije u Njemačkoj
  - Američko-kanadska velika loža. Članstvo: COGMNA.
- Velika ženska loža Njemačke (Frauen-Großloge von Deutschland), skraćeno FGLD,[165] je ženska velika loža. Članstvo: CLIMAF.
- Velika loža za muškarce i žene u Njemačkoj "Humanitas" (Humanitas – Freimaurergroßloge für Frauen und Männer in Deutschland)[166] je mješovita velika loža. Članstvo: CLIPSAS i Catena.
- Njemačka pionirska federacija "Le Droit Humain" (Deutsche Pionier Föderation – Le Droit Humain) je ogranak međunaronog Le Droit Humain-a.[167]
- Veliki suvereni orijent Njemačke (Souveräner GrossOrient von Deutschland), skraćeno SGOvD,[168] je mješovita velika loža.

## Poljska
- Nacionalna velika loža Poljske (polj. Wielka Loża Narodowa Polski), skraćeno WLNP,[169] je regularna velika loža u Poljskoj.
- Veliki orijent Poljske (Wielki Wschód Polski), skraćeno WWP.[170] Članstvo: AME i AACEE.
- Velika ujedinjena loža Poljske i baltičkih država (Wielka Zjednoczona Loża Polski i Krajów Bałtyckich)[171]
- Poljska federacija "Le Droit Humain" (Le Droit Humain Federacja Polska) je ogranak međunaronog Le Droit Humain-a.[172]
- Velika loža kulture i duhovnosti (Wielka Loża Kultur i Duchowości) je ogranak istoimene velike lože u Francuskoj.[173]
- Velika loža Francuske ima svoje lože u Poljskoj.

## Portugal
- Legalna/Regularna velika loža Portugala (port. Grande Loja Legal de Portugal / Grande Loja Regular de Portugal), skraćeno GLLP/GLRP,[174] je regularna velika loža u Portugalu. Članstvo: CMI.
- Portugalska skupina loža (engl. Portugal Group of Lodges)[175] je kotarska velika loža u strukturi Ujedinjene velike lože Engleske (UGLE).
- Velika ženska loža Portugala (Grande Loja Feminina de Portugal), skraćeno GLFP.[176] Članstvo: CLIMAF, AME, AACEE i UMM.
- Velika simbolička loža Luzitanije (Grande Loja Simbólica da Lusitânia), skraćeno GLSL.[177] Članstvo: CLIPSAS, AME i UMM.
- Velika simbolička loža Portugala (Grande Loja Simbólica de Portugal), skraćeno GLSP.[178] Članstvo: CLIPSAS, AME i UMM.
- Veliki orijent Luzitanije (Grande Oriente Lusitano), skraćeno GOL.[179] Članstvo:  CLIPSAS, AME i UMM.
- Portugalska federacija "Le Droit Humain" (Federação Portuguesa "Le Droit Humain")[180] je ogranak međunaronog Le Droit Humain-a. Članstvo: AME.
- Velika regularna loža Portugala (Grande Loja Regular de Portugal), skraćeno GLRP,[181] je osnovana 1991. godine i bila je regularna velika loža do 1996. godine.
- Veliki iberijski orijent (Grande Oriente Ibérico), skraćeno GOI,[182] djeluje u Portugalu i Španjolskoj. Članstvo: CLIPSAS.
- Velika nacionalna loža Portugala (Grande Loja Nacional Portuguesa), skraćeno GLNP.[183] Članstvo: ICUGL.
- Velika masonska loža Portugala (Grande Loja Maçónica de Portugal), skraćeno GLMP.[184] Članstvo: CGLEM.
- Velika suverena loža Portugala (Grande Loja Soberana de Portugal), skraćeno GLSP.[185]
- Velika ujedinjena loža Portugala (Grande Loja Unida de Portugal), skraćeno GLUP.[186]

## Rumunjska
- Nacionalna velika loža Rumunjske (rum. Marea Lojă Naţională din România), skraćeno MLNR,[187] je regularna velika loža u Rumunjskoj.
- Veliki orijent Rumunjske (Marele Orient al României), skraćeno MOAR.[188] Članstvo: CLIPSAS, AME, AACEE i MUB.
- Velika ujedinjena nacionalna loža Rumunjske (Marea Loja Naționala Unita din România), skraćeno MLNUR.[189] Članstvo: CLIPSAS i MUB.
- Velika nacionalna loža Rumunjske (Marea Lojă Națională a României), skraćeno MLNaR,[190][191][192] osnovana je 2002. godine. Članstvo: ICUGL.
- Velika nacionalna loža iz Rumunjske (Marea Lojă Naţională din România), skraćeno MLNR,[193] osnovana je 2020. godine.
- Velika nacionalna loža Rumunjske 1880. (Marea Lojă Națională Română 1880), skraćeno MLNR 1880.[194]
- Velika ženska loža Rumunjske (Marea Lojă Feminină a României), skraćeno MLFR.[195] Članstvo: CLIPSAS i MUB.
- Velika loža novog prosvjetljenja Rumunjske (Marea Lojă a Noii Iluminări din România), skraćeno MLNIR.[196] Članstvo: CGLEM.
- Velika tradicionalna ženska loža "Pontus Euxinus" (Marea Lojă Tradițională Feminină Pontus Euxinus), skraćeno GLTFPE. Članstvo: CLIMAF.[197]
- Rumunjska pionirska federacija "Le Droit Humain" je ogranak međunaronog Le Droit Humain-a.
- Rumunjski mješoviti masonski red, skraćeno OMMR. Članstvo: Catena.
- Velika rumunjska simbolička loža (Marea Lojă Simbolică Română). Članstvo: SOGLIA (bivši).
- Velika regularna loža Rumunjske (Marea Lojă Regulară a României), skraćeno MLRR.[198] Članstvo: SOGLIA (bivši).
- Velika regularna loža "Ujedinjena Europa" (Marea Lojă Regulară Europa Unită), MLREU.[199] Članstvo: SOGLIA.
- Velika loža "Alexandru Ioan Cuza" (Marea Lojă "Alexandru Ioan Cuza"), skraćeno MLAIC.[200] Članstvo: SOGLIA.
- Velika tradicionalna loža Rumunjske (Marea Lojă Tradițională din România), skraćeno MLTDR.[201] Članstvo: SOGLIA.
- Velika regionalna loža Transilvanije (Marea Lojă Regională a Transilvaniei), skraćeno MLRT.[202]
- Veliki rumunjski ženski red (Marele Ordin Feminin Român), skraćeno MOFR.[203]
- Velika loža Rumunja posvuda (Marea Loja a Romanilor de Pretutindeni), skraćeno MLRP.[204]
- Velika loža škotske tradicije u Rumunjskoj (Marea Lojă de Tradiție Scoțiană din România).
- Velika suverena loža Dačije (Marea Lojă Suverană a Daciei).[205] Članstvo: GAM Tracia.
- Velika loža proučavanja kraljevske umjetnosti (Marea Lojă de Studiu al Artei Regale), skraćeno ML-SAR.[206]

## Rusija
- Velika loža Rusije (rus. Великая ложа России), skraćeno VLR,[207] je regularna velika loža u Rusiji.
- Veliki orijent naroda Rusije (Великий восток народов России), skraćeno VVNR.[208] Članstvo: CLIPSAS.
- Velika ujedinjena loža Rusije 1921. (Объединённая великая ложа России 1921), skraćeno OVLR.[209] Članstvo: ICUGL.
- Velika ruska regularna loža (Русской регулярной великой ложи) je osnovana 2001. godine.
- Velika simbolička loža Rusije i savezničkih zemalja (Великая символическая ложа России и союзных стран)[210]
- Ruska pionirska loža "Le Droit Humain" (Русская пионерская ложа "Право Человека") je ogranak međunaronog Le Droit Humain-a.[211]
- Velika loža Francuske ima svoje lože u Rusiji.

## San Marino
- Najuzvišenija velika loža Republike San Marino (tali. Serenissima Gran Loggia Della Repubblica di San Marino), skraćeno SGLRM,[212] je regularna velika loža u San Marinu.

## Sjeverna Makedonija
- Velika loža Makedonije (make. Голема ложа на Македонија), regularna i najstarija velika loža u Sjevernoj Makedoniji osnovana 2005. godine.
- Velika regularna loža Makedonije (Регуларна голема ложа на Македонија)
- Velika nacionalna loža Makedonije (Голема национална ложа на Македонија). Članstvo: CGLEM.
- Velika tradicionalna masonska loža Makedonije (Голема традиционална масонска ложа на Македонија)
- Velika regularna loža Sjeverne Makedonije. Članstvo: ICUGL.

## Slovačka
- Velika loža Slovačke (slovač. Veľká Lóža Slovenska), skraćeno VLS,[213] je regularna velika loža u Slovačkoj.
- Češko-slovačka pionirska federacija "Le Droit Humain" (Česko-slovenská pionierska federácia "Le Droit Humain") je ogranak međunaronog Le Droit Humain-a koji pored Slovačke djeluje i u Češkoj Republici.[214]

## Slovenija
- Velika loža Slovenije, skraćeno VLS, regularna i najstarija velika loža u Sloveniji, osnovana 1999. godine.
- Veliki orijent Slovenije, skraćeno VOS, je mješovita velika loža. Članstvo: CLIPSAS, AME, AACEE, UMM i MUB.
- Velika regularna loža Slovenije, skraćeno VRLS, je tradicionalna velika loža. Članstvo: ICUGL i SOGLIA.

## Srbija
- Regularna velika loža Srbije (srps. Регуларна велика ложа Србије), skraćeno RVLS, je regularna velika loža u Srbiji.
- Velika nacionalna loža Srbije (Велика национална ложа Србије), skraćeno VNLS, je tradicionalna velika loža. Članstvo: ICUGL.
- Velika masonska loža Srbije (Велика масонска ложа Србије), skraćeno VMLS. Članstvo: CGLEM.
- Liberalna velika loža Srbije (Либерална велика ложа Србије), skraćeno LVLS, liberalna velika loža. Članstvo: CLIPSAS, AACEE i MUB.
- Ujedinjene velike lože Srbije (Уједињене велике ложе Србије), skraćeno UVLS.
- Velika loža Srbije (Велика ложа Србије), skraćeno VLS, osnovana 1990. godine.
- Velika loža Srbije Škotskog reda drevnog i prihvaćenog (Велика ложа Србије Шкотског реда древног и прихваћеног), skraćeno VLS.
- Savez ujedinjenih velikih loža Srbije (Савез уједињених великих ложа Србије), skraćeno SUVLS.
- Velika ženska loža Srbije (Велика женска ложа Србије), skraćeno VŽLS. Članstvo: CLIMAF (promatrač).
- Velika loža Balkana (Велика ложа Балкана), skraćeno VLB. Članstvo: SOGLIA.

## Španjolska
- Velika loža Španjolske (španj. Gran Logia de España), skraćeno GLE,[215] je regularna velika loža u Španjolskoj. Članstvo: CMI.
- Velika simbolička loža Španjolske (Gran Logia Simbólica Española), skraćeno GLSE.[216][217][218] Članstvo: CLIPSAS, AME, AACEE i UMM.
- Velika ženska loža Španjolske (Gran Logia Femenina de España), skraćeno GLFE.[219] Članstvo: CLIMAF, AME i UMM.
- Veliki orijent Katalonije (Gran Orient de Catalunya), skraćeno GOC.[220] Članstvo: CLIPSAS.
- Španjolska federacija "Le Droit Humain" (Le Droit Humain de la Federación Española) je ogranak međunaronog Le Droit Humain-a.[221] Članstvo: AME.
- Veliki iberijski orijent (Grande Oriente Ibérico), skraćeno GOI,[182] djeluje u Španjolskoj i Portugalu. Članstvo: CLIPSAS.
- Velika loža Kanara (Gran Logia de Canarias), skraćeno GLC.[222] Članstvo: ICUGL.
- Velika generalna loža Španjolske (Gran Logia General de España), skraćeno GLGdE.[223] Članstvo: ICUGL.
- Slobodni zidari "Mare Nostrum" (Maçons Lliures Mare Nostrum), skraćeno MLMN.[224] Članstvo: Catena.
- Veliki ženski orijent Španjolske (Gran Oriente Femenino de España), skraćeno GOFE.[225]
- Velika loža Katalonije (Gran Logia de Cataluña), skraćeno GLC.[226]
- Velika loža "Hiram Abif" (Gran Logia Hiram Habif). Članstvo: CLIPSAS.
- Veliki orijent Španjolske (Gran Oriente de Espana), skraćeno GOE. Članstvo: CGLEM.
- Velika konfederalna loža Španjolske (Gran Logia Confederada de Espana), skraćeno GLCE. Članstvo: ICUGL.
- Velika simbolička loža Španjolske i Iberije (Gran Logia Simbólica de España e Iberia), skreaćno GLSEI.[227]
- Velika regularna loža Španjolske za Memfis-Mizraim (Gran Logia Regular de España de Menfis-Mizraim), skraćeno GLEMM.[228]

## Švedska
- Švedski red slobodnih zidara (šved. Svenska Frimurare Orden), skraćeno SFmO,[229] je regularna velika loža.
- Skandinavska federacija "Le Droit Humain" (Skandinaviska Federation Le Droit Humain) je ogranak međunaronog Le Droit Humain-a koji pored Švedskoj djeluje i u Danskoj i Norveškoj.[230]
- Švedski masonski kamp (Svenska Frimurare Lägret)[231] – ugašeno 2011.
- Veliki orijent Latinske Amerike (španj. Gran Oriente Latinoamericano), skraćeno GOLA.[232] Članstvo: CLIPSAS.
- Velika loža Finske ima svoje lože u Švedskoj.

## Švicarska
- Velika loža "Alpina" Švicarske (nje. Schweizerische Grossloge Alpina; fra. Grande Loge Suisse Alpina; tal. Gran Loggia Svizzera Alpina), skraćeno GLSA,[233] je regularna velika loža u Švicarskoj.
- Veliki orijent Švicarske (Grossorient der Schweiz; Grand Orient de Suisse; Grande Orient della Svizzera), skraćeno GOS.[234] Članstvo: CLIPSAS, AME.
- Velika ženska loža Švicarske (Schweizerische Frauen Großloge; Grande Loge Féminine de Suisse; Grand Loggia Femminile di Svizzera), skraćeno GLFS.[235] Članstvo: CLIMAF.
- Veliki mješovita loža Švicarske (Gemischte Grossloge der Schweiz; Grande Loge mixte de Suisse; Grande Loggia Mista Svizzera), skraćeno GLMS.[236]
- Velika simbolička loža Helvetske (fran. Grande Loge symbolique helvétique), skraćeno GLSH.[237] Članstvo: CLIPSAS.
- Švicarska federacija "Le Droit Humain" (fran. Fédération suisse du Droit Humain) je ogranak je međunaronog Le Droit Humain-a.[238]

## Turska
- Velika loža Turske (turs. Hür ve Kabul Edilmiş Büyük Locası), skraćeno HKEMBL,[239] je regularna velika loža  u Turskoj.
- Velika liberalna loža Turske (Özgür Masonlar Büyük Locası), skraćeno OMBL.[240] Članstvo: CLIPSAS, AME, UMM i MUB.
- Velika ženska loža Turske (Kadin Mason Büyük Locası), skraćeno KMBL. Članstvo: CLIPSAS i CLIMAF.[241]

## Ukrajina
- Velika loža Ukrajine (ukr. Велика ложа України), skraćeno VLU,[242] je regularna velika loža u Ukrajini.
- Velika ujedinjena loža Ukrajine (Велика об'єднана ложа України)[243][244]

## Velika Britanija
- Tri regularne velike lože u Ujedinjenom Kraljevstvu, poznate i kao "matične velike lože" ili "mačine konstitucije":
  - Ujedinjena velika loža Engleske (engl. United Grand Lodge of England), skraćeno UGLE,[245] je nadležna u Engleskoj i Walesu.
  - Velika loža Škotske (Grand Lodge of Scotland), skraćeno GLS,[246] je nadležna u Škotskoj.
  - Velika loža Irske (Grand Lodge of Ireland), skraćeno GLI,[137] je nadležna u Sjevernoj Irskoj kao i u Republici Irskoj.
- Red slobodnih zidarica (Order of Women Freemasons), skraćeno OWF,[247] je ženska velika loža.
- Časno bratstvo drevnih slobodnih zidara – Slobodno zidarstvo za žene (Honourable Fraternity of Ancient Freemasons – Freemasonry for Women), skraćeno HFAF,[248] je ženska velika loža.
- Britanska federacija "Le Droit Humain" (Le Droit Humain British Federation) je ogranak međunaronog Le Droit Humain-a.[249]
- Velika loža slobodnog zidarstva za muškarce i žene (Grand Lodge of Freemasonry for Men and Women).[250]
- Komasonerijski red užarene zvijezde (Co-Freemasonic Order of the Blazing Star)
- Red drevnog slobodnog zidarstva za muškarce i žene (Order of Ancient Freemasonry for Men and Women). Članstvo: Catena.
- Velika loža modernih mješovitih masona (Grand Lodge Of Modern Mixed Masons), skraćeno GLMMM.[251] Članstvo: Catena.
- Velika suverena loža Dačije (Sovereign Grand Lodge of Dacia)[252] Članstvo: GAM Tracia.
- Velika loža Francuske ima svoje lože u Engleskoj.